# GI-20
La Variante de San Sebastián, llamada también Primer Cinturón de San Sebastián o simplemente GI-20, es una vía terrestre de doble calzada y sentido que se extiende a lo largo de la capital de Guipúzcoa que comienza en el km 12 de la  AP-8  a la altura de Rentería y termina en el km 27 de la misma autopista. Tiene una longitud de 15 km.
La autovía discurre por el trazado antiguo de la  AP-8 , inaugurada en 1972. Recibió la nomenclatura de  GI-20  una vez inaugurado el Segundo Cinturón de San Sebastián por el que transcurre en la actualidad la  AP-8  desde junio de 2010.
Aunque sea una autovía que circunvala una ciudad, es considerada una autovía autonómica del País Vasco, igual que la  BI-30  en Vizcaya. Su gestión está en manos de la Diputación Foral de Guipúzcoa.

## Tramos
| Denominación | Tramo | Año servicio                                              | km      |
| ------------ | --- | --------------------------------------------------------- | ------- |
| GI-20        | Arizeta AP-1 AP-8 - Añorga GI-21 Tramo original: Arizeta AP-1 AP-8 - Añorga GI-21 Tramo: Arizeta GI-11 - Ibaeta   | 2 carriles por sentido: 1974 3 carriles por sentido: 1999 | 4,3 1,5 |
| GI-20        | Añorga GI-21 - Inchaurrondo                                                                                       | 1972                                                      | 6,1     |
| GI-20        | Inchaurrondo - Rentería AP-1 AP-8 Tramo original: Inchaurrondo - Rentería AP-1 AP-8 Tramo: Inchaurrondo - Pasajes | 2 carriles por sentido: 1975 3 carriles por sentido: 2005 | 4,5 2,5 |

## Trayecto (Sentido Aritzeta/Bilbao)
| Velocidad | Esquema | Elemento | Salida | Enlace con                                               | Observaciones                                                     |
| --------- | ------- | -------- | --- | -------------------------------------------------------- | ----------------------------------------------------------------- |
|           |         |          | |                                                          | Inicio GI-20 en 12 de AP-8 E-70 AP-1 E-5 E-80                     |
|           |         | 2        | Pasajes Ancho San Juan Rentería                                                                                     | GI-636                                                   |                                                                   |
|           |         |          | |                                                          | Incorporación desde: GI-636 Pasajes Ancho                         |
|           |         | 5A 5B    | San Sebastián Alza Pasajes San Pedro San Sebastián Intxaurrondo San Sebastián Martutene Hospitales Centro comercial | Pº Herrera Avda. San Pedro Pº Otxoki GI-40 Trav. Garbera |                                                                   |
|           |         |          | |                                                          | Incorporación desde: Pasajes San Pedro San Sebastián Bidebieta    |
|           |         |          | |                                                          | Túnel de Intxaurrondo                                             |
|           |         | 6        | San Sebastián Gros                                                                                                  | Pº de Mons                                               |                                                                   |
|           |         |          | |                                                          | Túnel de Polloe                                                   |
|           |         | 7        | San Sebastián Centro San Sebastián Loiola                                                                           | Pº Riberas de Loiola                                     |                                                                   |
|           |         |          | |                                                          | Túnel de Elkano                                                   |
|           |         |          | |                                                          | Incorporación desde: GI-40 Hospitales San Sebastián Miramón       |
|           |         |          | |                                                          | Incorporación desde: San Sebastián Centro San Sebastián Amara     |
|           |         |          | |                                                          | Túnel de Ayete                                                    |
|           |         | 10       | San Sebastián Ondarreta San Sebastián Añorga                                                                        | Avda. de Tolosa GI-21                                    |                                                                   |
|           |         |          | |                                                          | Incorporación desde: San Sebastián Añorga San Sebastián Ondarreta |
|           |         | 13       | Lasarte-Oria Hernani Usúrbil-Bilbao Tolosa-Vitoria Pamplona                                                         | GI-11 GI-2132 GI-11 N-634 GI-11 N-I GI-11 N-I A-15       |                                                                   |
|           |         |          | |                                                          | Incorporación desde: GI-11                                        |
|           |         |          | |                                                          | Área de servicio: Aritzeta                                        |
|           |         |          | Zarauz-Éibar-Bilbao Vitoria-Burgos-Madrid                                                                           | AP-8 E-70 AP-1 E-5 E-80                                  | Fin GI-20                                                         |

## Trayecto (Sentido Rentería/Irún)
| Velocidad | Esquema | Elemento | Salida                                                                               | Enlace con                                         | Observaciones                                                                             |
| --------- | ------- | -------- | ------------------------------------------------------------------------------------ | -------------------------------------------------- | ----------------------------------------------------------------------------------------- |
|           |         |          |                                                                                      |                                                    | Inicio GI-20 en 27 de AP-8 E-70 AP-1 E-5 E-80                                             |
|           |         |          |                                                                                      |                                                    | Área de servicio: Aritzeta                                                                |
|           |         | 13       | Lasarte-Oria Hernani Usúrbil-Bilbao Tolosa-Vitoria Pamplona                          | GI-11 GI-2132 GI-11 N-634 GI-11 N-I GI-11 N-I A-15 |                                                                                           |
|           |         |          |                                                                                      |                                                    | Incorporación desde: GI-11                                                                |
|           |         | 12       | San Sebastián Ondarreta San Sebastián Zuatzu                                         | Avda. de Tolosa Pº Zuatzu                          |                                                                                           |
|           |         | 10       | San Sebastián Añorga                                                                 | GI-21                                              |                                                                                           |
|           |         |          |                                                                                      |                                                    | Incorporación desde: San Sebastián Ondarreta San Sebastián Añorga                         |
|           |         |          |                                                                                      |                                                    | Túnel de Ayete                                                                            |
|           |         | 9A       | San Sebastián Centro San Sebastián Amara                                             | Av. Carlos I                                       |                                                                                           |
|           |         | 9B       | Hospitales San Sebastián Miramón San Sebastián Martutene GI-41 A-15 Hernani-Pamplona | GI-40                                              |                                                                                           |
|           |         |          |                                                                                      |                                                    | Túnel de Elkano                                                                           |
|           |         |          |                                                                                      |                                                    | Incorporación desde: San Sebastián Centro San Sebastián Amara                             |
|           |         |          |                                                                                      |                                                    | Túnel de Polloe                                                                           |
|           |         | 6        | San Sebastián Gros                                                                   | Pº de Mons                                         |                                                                                           |
|           |         |          |                                                                                      |                                                    | Túnel de Intxaurrondo                                                                     |
|           |         | 5A       | San Sebastián Altza Pasajes San Pedro                                                | Pº Herrera Av. P. San Pedro                        |                                                                                           |
|           |         | 5B       | San Sebastián Intxaurrondo Centro comercial                                          | Pº Otxoki Trav. Gabera                             |                                                                                           |
|           |         |          |                                                                                      |                                                    | Incorporación desde: San Sebastián Bidebieta San Sebastián Intxaurrondo Pasajes San Pedro |
|           |         | 2        | Pasajes Lezo Rentería Irún (por Gainchurizqueta)                                     | GI-636                                             |                                                                                           |
|           |         |          |                                                                                      |                                                    | Incorporación desde: GI-636 Pasajes Antxo Rentería                                        |
|           |         | 0A       | Oyarzun Rentería                                                                     | GI-2134                                            |                                                                                           |
|           |         | 0B       | Bilbao Vitoria-Burgos-Madrid                                                         | AP-8 E-70 AP-1 E-5 E-80                            |                                                                                           |
|           |         |          | Irún - Francia                                                                       | AP-8 E-70 AP-1 E-5 E-80                            | Fin GI-20                                                                                 |